# Try Again (singel Mai Kuraki)
TRY AGAIN – trzydziesty dziewiąty singel japońskiej piosenkarki Mai Kuraki, wydany 6 lutego 2013 roku. Został wydany w czterech edycjach: regularnej, limitowanej, Detective Conan Edition oraz FC & Musing Edition. Utwór tytułowy został wykorzystany jako 35 opening (odc. 681–695) anime Detektyw Conan. Singel osiągnął 7. pozycję w rankingu Oricon i pozostał na liście przez 8 tygodni, sprzedając się w nakładzie 20 237 egzemplarzy.

## Lista utworów
| CD  | | | | |      |
| Nr  | Tytuł | Słowa | Kompozycja | Aranżacja | Czas |
| 1.  | "TRY AGAIN" | Mai Kuraki | Akihito Tokunaga | Cybersound | 4:29 |
| 2.  | "Sakura Sakura..." (jap. さくら さくら…)                                                                                         | Mai Kuraki | Aika Ōno | Ryo Hayashi | 4:46 |
| 3.  | "TRY AGAIN -Instrumental-" | | Akihito Tokunaga | Cybersound | 4:29 |
| 4.  | "Sakura Sakura... -Instrumental-" (jap. さくら さくら… -Instrumental-)                                                           | | Aika Ōno | Ryo Hayashi | 4:46 |
| DVD | | | | |      |
| Nr  | Tytuł | Tytuł | Tytuł | Tytuł | Czas |
| 1.  | "TRY AGAIN -Music Clip-" | "TRY AGAIN -Music Clip-" | "TRY AGAIN -Music Clip-" | "TRY AGAIN -Music Clip-" |      |
| 2.  | "TRY AGAIN" Meitantei Conan opening eizō ~non troppo ver.~ (jap. 「TRY AGAIN」名探偵コナンオープニング映像 〜ノンテロップver.〜) | "TRY AGAIN" Meitantei Conan opening eizō ~non troppo ver.~ (jap. 「TRY AGAIN」名探偵コナンオープニング映像 〜ノンテロップver.〜) | "TRY AGAIN" Meitantei Conan opening eizō ~non troppo ver.~ (jap. 「TRY AGAIN」名探偵コナンオープニング映像 〜ノンテロップver.〜) | "TRY AGAIN" Meitantei Conan opening eizō ~non troppo ver.~ (jap. 「TRY AGAIN」名探偵コナンオープニング映像 〜ノンテロップver.〜) |      |

## Notowania
| Lista                             | Pozycja |
| --------------------------------- | ------- |
| Oricon Daily Singles Chart        | 6       |
| Oricon Weekly Singles Chart       | 7       |
| Oricon Monthly Singles Chart      | 20      |
| Billboard Japan Hot 100           | 9       |
| Billboard JAPAN Hot Singles Sales | 8       |
| Billboard JAPAN Hot Animation     | 1       |
| Billboard JAPAN Hot Top Airplay   | 22      |
| CDTV                              | 6       |
| JAPAN COUNTDOWN                   | 4       |